# National Memorial
National Memorial ("memoriale nazionale") è, negli Stati Uniti d'America, la designazione di un'area destinata alla memoria storica di una persona o di un evento. Tali memoriali sono autorizzati dal Congresso degli Stati Uniti e non hanno l'obbligo di essere collocati in un luogo strettamente inerente al soggetto; addirittura alcuni, come il Lincoln Memorial, non hanno nemmeno il termine "National" nel nome.
Esistono in totale 29 memoriali, posseduti e gestiti dal National Park Service, più altri 5 amministrati da altre organizzazioni ma che ricevono assistenza dal National Park Service e sono considerate come loro aree affiliate. Il primo National Memorial ad essere eretto è stato il Washington Monument, ultimato nel 1884 ed affidato al National Park Service nel 1933, mentre l'ultimo in ordine di tempo è il Martin Luther King, Jr. National Memorial, inaugurato nel 2011. I memoriali sono dislocati in 14 stati USA; tra questi, quello che ne possiede di più è il Distretto di Columbia con 10, seguito da Pennsylvania e New York a quota 3.
Per quanto riguarda i soggetti commemorati, 9 sono dedicati a presidenti degli Stati Uniti d'America, 4 alle guerre e 7 ad altre figure storiche. Così come tutte le aree storiche, i National Memorial sono automaticamente inseriti nel National Register of Historic Places; tuttavia, alcuni memoriali delle aree affiliate non fanno parte del registro.

## Lista dei memoriali
| Nome                                                | Immagine | Stato e posizione                           | Data d'istituzione | Area         | Descrizione |
| --------------------------------------------------- | -------- | ------------------------------------------- | ------------------ | ------------ | ----------- |
| Arkansas Post National Memorial                     |          | Arkansas 34°01′08″N 91°20′56″W              | 6 luglio 1960      | 3,07 km²     | [ 4 ]       |
| Arlington House, The Robert E. Lee Memorial         |          | Virginia 38°52′52″N 77°04′21″W              | 25 giugno 1955     | 4,5 km²      | [ 5 ]       |
| Chamizal National Memorial                          |          | Texas 31°46′04″N 106°27′15″W                | 30 giugno 1966     | 0,22 km²     | [ 6 ]       |
| Coronado National Memorial                          |          | Arizona 31°20′54″N 110°16′18″W              | 9 luglio 1952      | 19,22 km²    | [ 7 ]       |
| De Soto National Memorial                           |          | Florida 27°31′26″N 82°38′40″W               | 11 marzo 1948      | 0,11 km²     | [ 8 ]       |
| Federal Hall National Memorial                      |          | New York 40°42′26″N 74°00′37″W              | 11 agosto 1955     | 0,0018 km²   | [ 9 ]       |
| Flight 93 National Memorial                         |          | Pennsylvania 40°03′03″N 78°54′13″W          | 24 settembre 2002  | 8,9 km²      | [ 10 ]      |
| Fort Caroline National Memorial                     |          | Florida 30°23′13″N 81°30′02″W               | 16 gennaio 1953    | 0,56 km²     | [ 11 ]      |
| Franklin Delano Roosevelt Memorial                  |          | Distretto di Columbia 38°53′02″N 77°02′40″W | 2 maggio 1997      | 0,03 km²     | [ 12 ]      |
| General Grant National Memorial                     |          | New York 40°48′48″N 73°57′47″W              | 1º maggio 1959     | 0,0031 km²   | [ 13 ]      |
| Hamilton Grange National Memorial                   |          | New York 40°49′17″N 73°56′50″W              | 27 aprile 1962     | 0,13 km²     | [ 14 ]      |
| Jefferson Memorial                                  |          | Distretto di Columbia 38°52′53″N 77°02′12″W | 13 aprile 1943     | 0,0743 km²   | [ 15 ]      |
| Jefferson National Expansion Memorial               |          | Missouri 38°37′29″N 90°11′06″W              | 21 dicembre 1935   | 0,78 km²     | [ 16 ]      |
| Johnstown Flood National Memorial                   |          | Pennsylvania 40°20′44″N 78°46′43″W          | 31 agosto 1964     | 0,66 km²     | [ 17 ]      |
| Korean War Veterans Memorial                        |          | Distretto di Columbia 38°53′16″N 77°02′50″W | 27 luglio 1995     | 0,0089 km²   | [ 18 ]      |
| Lincoln Boyhood National Memorial                   |          | Indiana 38°07′06″N 86°59′49″W               | 19 febbraio 1962   | 0,81 km²     | [ 19 ]      |
| Lincoln Memorial                                    |          | Distretto di Columbia 38°53′21″N 77°03′00″W | 15 ottobre 1966    | 0,4348 km²   | [ 20 ]      |
| Lyndon Baines Johnson Memorial Grove on the Potomac |          | Distretto di Columbia 38°52′43″N 77°03′05″W | 28 dicembre 1973   | 0,07 km²     | [ 21 ]      |
| Martin Luther King, Jr. National Memorial           |          | Distretto di Columbia 38°53′10″N 77°02′39″W | 22 agosto 2011     | 0,016 km²    | [ 22 ]      |
| Mount Rushmore                                      |          | Dakota del Sud 43°52′44″N 103°27′35″W       | 3 marzo 1925       | 5,17 km²     | [ 23 ]      |
| National World War II Memorial                      |          | Distretto di Columbia 38°53′21″N 77°02′25″W | 29 maggio 2004     | 0,03 km²     | [ 24 ]      |
| Perry's Victory and International Peace Memorial    |          | Ohio 41°39′15″N 82°48′41″W                  | 2 giugno 1936      | 0,10 km²     | [ 25 ]      |
| Port Chicago Naval Magazine National Memorial       |          | California 38°03′27″N 122°01′47″W           | 28 ottobre 1992    | 1 km²        | [ 26 ]      |
| Roger Williams National Memorial                    |          | Rhode Island 41°49′49″N 71°24′39″W          | 22 ottobre 1965    |              | [ 27 ]      |
| Thaddeus Kosciuszko National Memorial               |          | Pennsylvania 39°56′35″N 75°08′51″W          | 21 ottobre 1972    | 0,000081 km² | [ 28 ]      |
| Theodore Roosevelt Island                           |          | Distretto di Columbia 38°53′50″N 77°03′51″W | 21 maggio 1932     | 0,36 km²     | [ 29 ]      |
| Vietnam Veterans Memorial                           |          | Distretto di Columbia 38°53′28″N 77°02′52″W | 13 novembre 1981   | 0,0081 km²   | [ 30 ]      |
| Washington Monument                                 |          | Distretto di Columbia 38°53′22″N 77°02′06″W | 21 febbraio 1885   | 0,429 km²    | [ 31 ]      |
| Wright Brothers National Memorial                   |          | Carolina del Nord 36°00′58″N 75°40′12″W     | 2 marzo 1927       | 1,73 km²     | [ 32 ]      |

## Aree affiliate
| Nome                                     | Immagine | Stato e posizione                                    | Data d'istituzione | Area       | Descrizione |
| ---------------------------------------- | -------- | ---------------------------------------------------- | ------------------ | ---------- | ----------- |
| American Memorial Park                   |          | Isole Marianne Settentrionali 15°12′59″N 145°42′52″E | 18 agosto 1978     | 0,54 km²   | [ 35 ]      |
| Benjamin Franklin                        |          | Pennsylvania 39°57′30″N 75°10′23″W                   | 25 ottobre 1972    | 0,4348 km² | [ 36 ]      |
| Father Marquette National Memorial       |          | Michigan 45°51′06″N 84°43′02″W                       | 20 dicembre 1975   | 0,21 km²   | [ 37 ]      |
| Oklahoma City National Memorial          |          | Oklahoma 35°28′22″N 97°31′02″W                       | 9 ottobre 1997     | 0,0133 km² | [ 38 ]      |
| Red Hill Patrick Henry National Memorial |          | Virginia 37°01′56″N 78°53′53″W                       | 13 maggio 1986     | 0,47 km²   |             |